# 直线

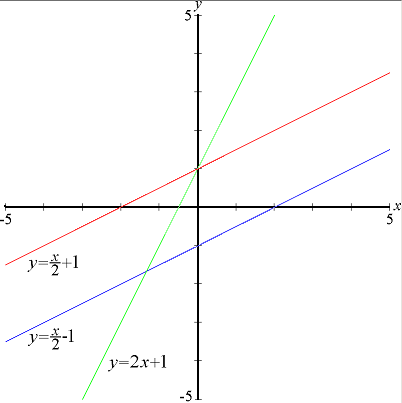
三条直线：紅線與藍線有相同的斜率, 紅線與綠線有相同的y-截距
。

直線，是一個點在平面或空間沿著一定方向和其相反方向運動的軌跡，是不彎曲的線。直線是幾何學的基本概念，在不同的幾何學體系中有著不同的描述。在這裡主要描述歐幾里得空間中的直線。其他曲率非零狀況下的直線，請參考非歐幾里得幾何。
歐幾里得幾何研究曲率為零的空間下狀況，它並未對點、直線、平面、空間給出定義，而是通過公理來描述點線面的關係。
歐幾里得幾何中的直線可以看作是一個點的集合，這個集合中的任意一點都在這個集合中的其他任意兩點所確定的直綫上。
“過兩點有且只有一條直線”是歐幾里得幾何體系中的一條公理，“有且只有”意即“確定”，即兩點確定一直線。
在幾何學中，直線沒有粗細，沒有端點，沒有方向性，具有無限的長度，具有固定的位置。

## 線性方程
在解析幾何中，我們常用線性方程描述一條直線。

### 二維直角坐標系方程
平行於x-或y-軸
最簡單的直線方程是平行於x-軸或y-軸的直線：
{\displaystyle x=a\;} 或 {\displaystyle \;y=b}，
當中 {\displaystyle a} 和 {\displaystyle b} 分別是x-和y-截距。
一般式
對於所有的直線，都可以形式
{\displaystyle Ax+By+C=0}
來表示。
這表示示形式並不是唯一的，但習慣上常限制 {\displaystyle A\geq 0} 及 {\displaystyle \gcd(A,B,C)=1} 。在此限制下，同一條直線只有一種表達形式。
在這形式下，直線的斜率是 {\displaystyle -{\frac {A}{B}}} ，x-截距是 {\displaystyle -{\frac {C}{A}}} ，y-截距是 {\displaystyle -{\frac {C}{B}}} 。
斜截式
在直線不平行於y-軸時，若斜率是 {\displaystyle m} ，y-截距是 {\displaystyle b} ，則有方程
{\displaystyle y=mx+b} 。
在這形式下，直線的表達形式是唯一的。
二點式
若直線穿過兩點 {\displaystyle (x_{1},y_{1})} 和 {\displaystyle (x_{2},y_{2})} ，則有方程
{\displaystyle {\frac {x-x_{1}}{x_{2}-x_{1}}}={\frac {y-y_{1}}{y_{2}-y_{1}}}}。
等價地，可以用行列式
{\displaystyle {\begin{vmatrix}x&y&1\\x_{1}&y_{1}&1\\x_{2}&y_{2}&1\end{vmatrix}}=0}
表示。
點斜式
若直線穿過一點 {\displaystyle (x_{0},y_{0})} ，而且斜率是 {\displaystyle m}，則有方程
{\displaystyle y-y_{0}=m\,(x-x_{0})}。
截距式
若直線的x-和y-截距分別是 {\displaystyle a} 和 {\displaystyle b} ，則方程為
{\displaystyle {x \over a}+{y \over b}=1}。
法線式
過原點向直線作一垂直線段，若該線長度為 {\displaystyle p} ，且與正x-軸的傾斜角為 {\displaystyle \alpha } ，則有方程
{\displaystyle x\cos \alpha +y\sin \alpha -p=0}。
向量式
若直線穿過一點 {\displaystyle \mathbf {a} ={\begin{bmatrix}x_{0}\\y_{0}\\\end{bmatrix}}} ，且有方向向量 {\displaystyle \mathbf {u} ={\begin{bmatrix}u_{x}\\u_{y}\\\end{bmatrix}}} ，則有向量方程
{\displaystyle \mathbf {r} =\mathbf {a} +\lambda \mathbf {u} }，
當中 {\displaystyle \mathbf {r} ={\begin{bmatrix}x\\y\\\end{bmatrix}}} ，而 {\displaystyle \lambda } 是一任意實數。
須要注意的是，這直線的表達形式並不是唯一的。
參數式
從向量式出發，可以參數 {\displaystyle \lambda } 表示方程
{\displaystyle {\begin{alignedat}{5}x&&\;=\;&&x_{0}&&\;+\;&&u_{x}\lambda &\\y&&\;=\;&&y_{0}&&\;+\;&&u_{y}\lambda \end{alignedat}}} ，
其中 {\displaystyle \lambda } 是一任意實數。

### 三維直角坐標系方程
在三維坐標上，由於一條等式只代表一個平面，一條直線須由最少兩條等式定義。
平行於x-、y-或z-軸
平行於x-、y-或z-軸的直線有方程
{\displaystyle {\begin{alignedat}{3}y&&\;=\;&&b&\\z&&\;=\;&&c\end{alignedat}}\,} 、{\displaystyle \,{\begin{alignedat}{3}x&&\;=\;&&a&\\z&&\;=\;&&c\end{alignedat}}\,} 或 {\displaystyle \,{\begin{alignedat}{3}x&&\;=\;&&a&\\y&&\;=\;&&b\end{alignedat}}}
的形式。
一般式
對於任何直線，一般式都能以兩個非平行平面定義：
{\displaystyle {\begin{alignedat}{9}A_{1}x&&\;+\;&&B_{1}y&&\;+\;&&C_{1}z\;&&+\;&&D_{1}\;&&=\;&&0&\\A_{2}x&&\;+\;&&B_{2}y&&\;+\;&&C_{2}z\;&&+\;&&D_{2}\;&&=\;&&0\end{alignedat}}} ，
其中 {\displaystyle A_{1}:B_{1}:C_{1}\neq A_{2}:B_{2}:C_{2}} 。
由於從一條直線可引申出無限對平面，這表示方式並不是唯一的。因此又能考慮以三個共線平面定義：
{\displaystyle {\begin{alignedat}{7}Ax&&\;-\;&&By&&\;+\;&&D\;&&=\;&&0&\\Cy&&\;-\;&&Az&&\;+\;&&E\;&&=\;&&0&\\Bz&&\;-\;&&Cx&&\;+\;&&F\;&&=\;&&0\end{alignedat}}}，
或合併記作
{\displaystyle Ax-By+D=Cy-Az+E=Bz-Cx+F=0}，
其中係數須乎合關係 {\displaystyle AF+BE+CD=0} ，以保證三個平面相交於同一直線。
事實上，這三條等式分別對應著直線在xy-、yz-和xz-平面的投影。
在限制 {\displaystyle A\geq 0} 及 {\displaystyle \gcd(A,B,C,D,E,F)=1} 下，同一條直線只有一種表達形式。
（注：對於平行於軸平面的直線，例如 {\displaystyle 2y-3z+1=x-1=0} ，會有以下表示方式：
{\displaystyle {\begin{alignedat}{7}3x&&\;\;&&&&\;-\;&&3\;&&=\;&&0\\2y&&\;-\;&&3z&&\;+\;&&1\;&&=\;&&0\\&&\;-\;&&2x&&\;+\;&&2\;&&=\;&&0\end{alignedat}}} 。
對於定義一條直線，這步驟是非必要的。但在本頁往後的部份，這表示方式能簡化一些公式。）
斜截式
類似於二維的情形，在直線不平行於yz-軸平面時，可以寫成
{\displaystyle {\begin{alignedat}{5}y&&\;=\;&&mx&&\;+\;&&b\\z&&\;=\;&&nx&&\;+\;&&c\end{alignedat}}}
的形式。
在這形式下，直線的表達形式是唯一的。
（注：對於直線平行於yz-平面時，以上方式並不適用。但直線仍可表示成
{\displaystyle {\begin{alignedat}{2}x\;&=\;a\\z\;&=\;ny+c\end{alignedat}}} 。）
二點式
若直線穿過兩點 {\displaystyle (x_{1},y_{1},z_{1})} 和 {\displaystyle (x_{2},y_{2},z_{2})} ，則有方程
{\displaystyle {\frac {x-x_{1}}{x_{2}-x_{1}}}={\frac {y-y_{1}}{y_{2}-y_{1}}}={\frac {z-z_{1}}{z_{2}-z_{1}}}} 。
等價地，可以用行列式
{\displaystyle {\begin{vmatrix}x&y&1\\x_{1}&y_{1}&1\\x_{2}&y_{2}&1\end{vmatrix}}={\begin{vmatrix}y&z&1\\y_{1}&z_{1}&1\\y_{2}&z_{2}&1\end{vmatrix}}={\begin{vmatrix}z&x&1\\z_{1}&x_{1}&1\\z_{2}&x_{2}&1\end{vmatrix}}=0}
表示。
向量式
若直線穿過一點 {\displaystyle \mathbf {a} ={\begin{bmatrix}x_{0}\\y_{0}\\z_{0}\\\end{bmatrix}}} ，且有方向向量 {\displaystyle \mathbf {u} ={\begin{bmatrix}u_{x}\\u_{y}\\u_{z}\\\end{bmatrix}}} ，則有向量方程
{\displaystyle \mathbf {r} =\mathbf {a} +\lambda \mathbf {u} } ，
當中 {\displaystyle \mathbf {r} ={\begin{bmatrix}x\\y\\z\\\end{bmatrix}}} ，而 {\displaystyle \lambda } 是一任意實數。
須要注意的是，這直線的表達形式並不是唯一的。
參數式
從向量式出發，可以參數 {\displaystyle \lambda } 表示方程
{\displaystyle {\begin{alignedat}{5}x&&\;=\;&&x_{0}&&\;+\;&&u_{x}\lambda &\\y&&\;=\;&&y_{0}&&\;+\;&&u_{y}\lambda &\\z&&\;=\;&&z_{0}&&\;+\;&&u_{z}\lambda \end{alignedat}}} ，
其中 {\displaystyle \lambda } 是一任意實數。

## 直線與解析幾何

### 點與直線的距離
一般情況下，點與直线的距离，是指點到直線的最短距離，即垂直距離。
在二維直角坐標中，直線 {\displaystyle Ax+By+C=0} 與點 {\displaystyle (p,q)} 的最短距離為
{\displaystyle d={\frac {\left|Ap+Bq+C\right|}{\sqrt {A^{2}+B^{2}}}}}
給出向量式 {\displaystyle \mathbf {r} =\mathbf {a} +\lambda \mathbf {u} } 和 點 {\displaystyle \mathbf {p} ={\begin{bmatrix}p\\q\\\end{bmatrix}}} ，則有距離
{\displaystyle d={\frac {\left|(\mathbf {a} -\mathbf {p} )\times \mathbf {u} \right|}{\left|\mathbf {u} \right|}}}
在三維直角坐標中，直線 {\displaystyle {\begin{alignedat}{7}Ax&&\;-\;&&By&&\;+\;&&D\;&&=\;&&0&\\Cy&&\;-\;&&Az&&\;+\;&&E\;&&=\;&&0&\\Bz&&\;-\;&&Cx&&\;+\;&&F\;&&=\;&&0\end{alignedat}}} 與點 {\displaystyle (p,q,r)} 的最短距離為
{\displaystyle d={\sqrt {\frac {(Ap-Bq+D)^{2}+(Cq-Ar+E)^{2}+(Br-Cp+F)^{2}}{A^{2}+B^{2}+C^{2}}}}}。
給出向量式 {\displaystyle \mathbf {r} =\mathbf {a} +\lambda \mathbf {u} } 和點 {\displaystyle \mathbf {p} ={\begin{bmatrix}p\\q\\r\\\end{bmatrix}}} ，則有距離
{\displaystyle d={\frac {\left|(\mathbf {a} -\mathbf {p} )\times \mathbf {u} \right|}{\left|\mathbf {u} \right|}}}

### 两条相交直线的相交點
不考慮重合的情形，在二維平面中，兩條相交直線可以相交或平行。
給定兩條直线 {\displaystyle A_{1}x+B_{1}y+C_{1}=0} 和 {\displaystyle A_{2}x+B_{2}y+C_{2}=0} ，二者相交的條件是
{\displaystyle A_{1}:B_{1}\neq A_{2}:B_{2}}。
或等價地，
{\displaystyle {\begin{vmatrix}A_{1}&B_{1}\\A_{2}&B_{2}\end{vmatrix}}\neq 0}，
當中 {\displaystyle {\begin{vmatrix}a&b\\c&d\end{vmatrix}}=ad-bc}。
這時兩線的相交點可從克萊姆法則求得
{\displaystyle x=-{\frac {\begin{vmatrix}C_{1}&B_{1}\\C_{2}&B_{2}\end{vmatrix}}{\begin{vmatrix}A_{1}&B_{1}\\A_{2}&B_{2}\end{vmatrix}}}} ， {\displaystyle y=-{\frac {\begin{vmatrix}A_{1}&C_{1}\\A_{2}&C_{2}\end{vmatrix}}{\begin{vmatrix}A_{1}&B_{1}\\A_{2}&B_{2}\end{vmatrix}}}}。
在三維空間中，不考慮重合的情形，兩條直線可以相交、平行或歪斜（異面）。
給定兩條直线 {\displaystyle {\begin{alignedat}{7}A_{1}x&&\;-\;&&B_{1}y&&\;+\;&&D_{1}\;&&=\;&&0&\\C_{1}y&&\;-\;&&A_{1}z&&\;+\;&&E_{1}\;&&=\;&&0&\\B_{1}z&&\;-\;&&C_{1}x&&\;+\;&&F_{1}\;&&=\;&&0\end{alignedat}}} 及 {\displaystyle {\begin{alignedat}{7}A_{2}x&&\;-\;&&B_{2}y&&\;+\;&&D_{2}\;&&=\;&&0&\\C_{2}y&&\;-\;&&A_{2}z&&\;+\;&&E_{2}\;&&=\;&&0&\\B_{2}z&&\;-\;&&C_{2}x&&\;+\;&&F_{2}\;&&=\;&&0\end{alignedat}}} ，二者相交的條件是
{\displaystyle {\begin{vmatrix}A_{1}&B_{1}\\A_{2}&B_{2}\end{vmatrix}}} 、 {\displaystyle {\begin{vmatrix}B_{1}&C_{1}\\B_{2}&C_{2}\end{vmatrix}}} 及 {\displaystyle {\begin{vmatrix}C_{1}&A_{1}\\C_{2}&A_{2}\end{vmatrix}}} 不全為 {\displaystyle 0} ，且
{\displaystyle A_{1}F_{2}+A_{2}F_{1}+B_{1}E_{2}+B_{2}E_{1}+C_{1}D_{2}+C_{2}D_{1}=0}。
這時兩線的相交點可從克萊姆法則求得
{\displaystyle x=-{\frac {\begin{vmatrix}D_{1}&B_{1}\\D_{2}&B_{2}\end{vmatrix}}{\begin{vmatrix}A_{1}&B_{1}\\A_{2}&B_{2}\end{vmatrix}}}={\frac {\begin{vmatrix}B_{1}&F_{1}\\B_{2}&F_{2}\end{vmatrix}}{\begin{vmatrix}B_{1}&C_{1}\\B_{2}&C_{2}\end{vmatrix}}}} ， {\displaystyle y={\frac {\begin{vmatrix}A_{1}&D_{1}\\A_{2}&D_{2}\end{vmatrix}}{\begin{vmatrix}A_{1}&B_{1}\\A_{2}&B_{2}\end{vmatrix}}}=-{\frac {\begin{vmatrix}E_{1}&A_{1}\\E_{2}&A_{2}\end{vmatrix}}{\begin{vmatrix}C_{1}&A_{1}\\C_{2}&A_{2}\end{vmatrix}}}} ， {\displaystyle z={\frac {\begin{vmatrix}C_{1}&E_{1}\\C_{2}&E_{2}\end{vmatrix}}{\begin{vmatrix}C_{1}&A_{1}\\C_{2}&A_{2}\end{vmatrix}}}=-{\frac {\begin{vmatrix}F_{1}&C_{1}\\F_{2}&C_{2}\end{vmatrix}}{\begin{vmatrix}B_{1}&C_{1}\\B_{2}&C_{2}\end{vmatrix}}}} 。

### 两条相交直线的夹角
若兩線相交，則會形成夾角。兩線之間的夾角，通常指不大於90°的一隻。
在二維平面上，給定直线 {\displaystyle y=mx+b} ，該線與x-軸的夾角為
{\displaystyle \tan \theta =\left|m\right|} 。
給定兩條直线 {\displaystyle y=m_{1}x+b_{1}} 和 {\displaystyle y=m_{2}x+b_{2}} ，二者互相垂直當且僅當
{\displaystyle m_{1}m_{2}=-1} 。
而其他情況，兩線相交所形成的夾角 {\displaystyle \theta } （{\displaystyle 0^{\circ }\leq \theta <90^{\circ }}），則由
{\displaystyle \tan \theta =\left|{\frac {m_{1}-m_{2}}{1+m_{1}m_{2}}}\right|}
給出。
給定相交直线向量式 {\displaystyle \mathbf {r} =\mathbf {a_{1}} +\lambda \mathbf {u_{1}} } 和 {\displaystyle \mathbf {r} =\mathbf {a_{2}} +\mu \mathbf {u_{2}} } ，則有
{\displaystyle \cos \theta ={\frac {\mathbf {u_{1}} \cdot \mathbf {u_{2}} }{\left|\mathbf {u_{1}} \right|\left|\mathbf {u_{2}} \right|}}} 。
在三維空間中，給定兩條相交直线 {\displaystyle {\begin{alignedat}{5}y&&\;=\;&&m_{1}x&&\;+\;&&b_{1}\\z&&\;=\;&&n_{1}x&&\;+\;&&c_{1}\end{alignedat}}} 和 {\displaystyle {\begin{alignedat}{5}y&&\;=\;&&m_{2}x&&\;+\;&&b_{2}\\z&&\;=\;&&n_{2}x&&\;+\;&&c_{2}\end{alignedat}}} ，二者互相垂直當且僅當
{\displaystyle m_{1}m_{2}+n_{1}n_{2}=-1} 。
而其他情況，兩線相交所形成的夾角 {\displaystyle \theta } （{\displaystyle 0^{\circ }\leq \theta <90^{\circ }}），則由
{\displaystyle \tan \theta ={\frac {\sqrt {(m_{1}-m_{2})^{2}+(n_{1}-n_{2})^{2}+{\begin{vmatrix}m_{1}&m_{2}\\n_{1}&n_{2}\end{vmatrix}}^{2}}}{\left|1+m_{1}m_{2}+n_{1}n_{2}\right|}}}
給出，當中 {\displaystyle {\begin{vmatrix}a&b\\c&d\end{vmatrix}}=ad-bc} 。
若取 {\displaystyle n_{1}=n_{2}=0} ， 則公式退化成二維的形式。
給定相交直线向量式 {\displaystyle \mathbf {r} =\mathbf {a_{1}} +\lambda \mathbf {u_{1}} } 和 {\displaystyle \mathbf {r} =\mathbf {a_{2}} +\mu \mathbf {u_{2}} } ，則有
{\displaystyle \cos \theta ={\frac {\mathbf {u_{1}} \cdot \mathbf {u_{2}} }{\left|\mathbf {u_{1}} \right|\left|\mathbf {u_{2}} \right|}}}。

### 两条直线的距離
一般情況下，两条直线的距离，是指最短距離。
二維情況下，两条相交直线的距离必然為 {\displaystyle 0} 。
若有两條平行直线 {\displaystyle Ax+By+C_{1}=0} 及 {\displaystyle Ax+By+C_{2}=0} ，則有距離
{\displaystyle d={\frac {\left|C_{1}-C_{2}\right|}{\sqrt {A^{2}+B^{2}}}}}。
給定平行向量式 {\displaystyle \mathbf {r} =\mathbf {a_{1}} +\lambda \mathbf {u} } 和 {\displaystyle \mathbf {r} =\mathbf {a_{2}} +\mu \mathbf {u} } ，則有
{\displaystyle d={\frac {\left|(\mathbf {a_{1}} -\mathbf {a_{2}} )\times \mathbf {u} \right|}{\left|\mathbf {u} \right|}}}。
三維情況下，两条相交直线的距离同樣必然為 {\displaystyle 0} 。
若有两條平行直线 {\displaystyle {\begin{alignedat}{7}Ax&&\;-\;&&By&&\;+\;&&D_{1}\;&&=\;&&0&\\Cy&&\;-\;&&Az&&\;+\;&&E_{1}\;&&=\;&&0&\\Bz&&\;-\;&&Cx&&\;+\;&&F_{1}\;&&=\;&&0\end{alignedat}}} 及 {\displaystyle {\begin{alignedat}{7}Ax&&\;-\;&&By&&\;+\;&&D_{2}\;&&=\;&&0&\\Cy&&\;-\;&&Az&&\;+\;&&E_{2}\;&&=\;&&0&\\Bz&&\;-\;&&Cx&&\;+\;&&F_{2}\;&&=\;&&0\end{alignedat}}} ，則有距離
{\displaystyle d={\sqrt {\frac {(D_{1}-D_{2})^{2}+(E_{1}-E_{2})^{2}+(F_{1}-F_{2})^{2}}{A^{2}+B^{2}+C^{2}}}}}。
給定平行直線向量式 {\displaystyle \mathbf {r} =\mathbf {a_{1}} +\lambda \mathbf {u} } 和 {\displaystyle \mathbf {r} =\mathbf {a_{2}} +\mu \mathbf {u} } ，則有
{\displaystyle d={\frac {\left|(\mathbf {a_{1}} -\mathbf {a_{2}} )\times \mathbf {u} \right|}{\left|\mathbf {u} \right|}}}。
兩條歪斜直線（即既非相交，亦非平行）有方程 {\displaystyle {\begin{alignedat}{7}A_{1}x&&\;-\;&&B_{1}y&&\;+\;&&D_{1}\;&&=\;&&0&\\C_{1}y&&\;-\;&&A_{1}z&&\;+\;&&E_{1}\;&&=\;&&0&\\B_{1}z&&\;-\;&&C_{1}x&&\;+\;&&F_{1}\;&&=\;&&0\end{alignedat}}} 及 {\displaystyle {\begin{alignedat}{7}A_{2}x&&\;-\;&&B_{2}y&&\;+\;&&D_{2}\;&&=\;&&0&\\C_{2}y&&\;-\;&&A_{2}z&&\;+\;&&E_{2}\;&&=\;&&0&\\B_{2}z&&\;-\;&&C_{2}x&&\;+\;&&F_{2}\;&&=\;&&0\end{alignedat}}} ，則有距離
{\displaystyle d={\frac {\left|A_{1}F_{2}+A_{2}F_{1}+B_{1}E_{2}+B_{2}E_{1}+C_{1}D_{2}+C_{2}D_{1}\right|}{\sqrt {{\begin{vmatrix}A_{1}&B_{1}\\A_{2}&B_{2}\end{vmatrix}}^{2}+{\begin{vmatrix}B_{1}&C_{1}\\B_{2}&C_{2}\end{vmatrix}}^{2}+{\begin{vmatrix}C_{1}&A_{1}\\C_{2}&A_{2}\end{vmatrix}}^{2}}}}} ，
當中 {\displaystyle {\begin{vmatrix}a&b\\c&d\end{vmatrix}}=ad-bc} 。
給定歪斜直線向量式 {\displaystyle \mathbf {r} =\mathbf {a_{1}} +\lambda \mathbf {u_{1}} } 和 {\displaystyle \mathbf {r} =\mathbf {a_{2}} +\mu \mathbf {u_{2}} } ，則有距離
{\displaystyle d={\frac {\left|(\mathbf {a_{1}} -\mathbf {a_{2}} )\cdot (\mathbf {u_{1}} \times \mathbf {u_{2}} )\right|}{\left|\mathbf {u_{1}} \times \mathbf {u_{2}} \right|}}}。